# Fiona (álbum)
Fiona é o primeiro álbum de estúdio da cantora de rock Fiona, lançado em 1985 pela gravadora Atlantic Records. Contem uma de suas canções mais populares, Talk to Me, que chegou a ter algum destaque na MTV, e alcançou a posição #64 na Billboard Hot 100. Originalmente Love Makes You Blind foi lançado como single em 1984 como parte da trilha sonora do filme Um Caso Muito Sério, de 1984, mas devido ao sucesso do single Talk to Me o single foi relançado em 1985.

## Faixas
| N.º | Título                  | Duração |  |
| 1.  | "Hang Your Heart on Me" | 3:52    |  |
| 2.  | "Talk to Me"            | 3:51    |  |
| 3.  | "You're No Angel"       | 3:56    |  |
| 4.  | "Rescue Me"             | 4:14    |  |
| 5.  | "James"                 | 3:28    |  |
| 6.  | "Love Makes You Blind"  | 3:54    |  |
| 7.  | "Over Now"              | 4:05    |  |
| 8.  | "Na Na Song"            | 5:25    |  |

## Posições nas paradas musicais
| Parada musical (1985)          | Melhor posição |
| ------------------------------ | -------------- |
| Estados Unidos - Billboard 200 | 71             |